# オレゴン・ジオグラフィック・ネームズ
『オレゴン・ジオグラフィック・ネームズ』（英: Oregon Geographic Names）は、アメリカ合衆国オレゴン州の地名の語源に関する権威的な編纂書。2003年現在、第7版が出版されており、編纂・編集はルイス・L・マッカーサー（オレゴン最高裁判所裁判官ルイス・リン・マッカーサーの孫）が担当している。元々は彼の父ルイス・A・マッカーサーが編纂・編集を担当していたが、第4版（1974年）出版を機に後を継いだ。初版から第3版までは、ビンフォード・アンド・モート社が出版していた。現在はオレゴン歴史協会出版会が出版している。
本書はその序章にて、オレゴン史で地名形成に大きな役割を果たした「6つの時代」を、次のように定義している。
- 数千年に及ぶアメリカ先住民の時代。
- スペイン、イギリス、フランスによる初期のアメリカ探検時代。ハドソン湾会社やルイス・クラーク探検隊の活動が代表的。
- オレゴン・トレイルに代表される開拓時代。
- インディアン戦争の時代と、カリフォルニア・ゴールドラッシュに触発される鉱業の時代。
- 1875年から1925年にかけてのホームステッド時代。この頃、36,000 km²の規模で入植が行われる。
- 新しい言葉が創造された近現代。

現在の第7版の項目数は6,252。さらに2,679の地名が文中に記載されている。
第8版から、ルイス・L・マッカーサーの娘メアリーが後継として編纂・編集を担当する予定。